# 美乃坂本站
美乃坂本站（日语：／ Mino-Sakamoto eki */?）是屬於東海旅客鐵道（JR東海）中央本線的鐵路車站，位於日本岐阜縣中津川市。預定於2027年通車的中央新幹線計劃在此站附近設立車站，並設置車輛基地。

## 歷史
- 1917年（大正6年）11月25日：開業，為鐵道省的一個車站。
- 1949年（昭和24年）6月1日：成為日本國有鐵道的一個車站。
- 1961年（昭和36年）2月1日：貨運業務停止辦理。
- 1984年（昭和59年）2月1日：行李業務停止辦理。
- 1987年（昭和62年）4月1日：國鐵分割民營化，成為東海旅客鐵道的一個車站。
- 2006年（平成18年）11月25日：本站可以使用TOICA。

### 站名来历
来自车站开业时所在地名（岐阜县惠那郡坂本村，现属于岐阜县惠那市）。设站当时由于肥萨线（当时为鹿儿岛本线）已有名为“坂本”的车站，预定以带有旧国名“美浓”的“美浓坂本”为名开业。但由于字写法较复杂，本地居民经常略称为“美乃”（与“美浓”都读作），且车站开业时此叫法已在当地形成习惯，故根据时任村长和村民的愿望改名为美乃坂本站。

## 車站結構
本站為島式月台1面2線的地面車站，站內設有自動售票機和驗票閘門。

### 月台配置
| 月台 | 路線     | 方向 | 目的地             |
| ---- | -------- | ---- | ------------------ |
| 1    | 中央本線 | 上行 | 多治見、名古屋方向 |
| 2    | 中央本線 | 下行 | 中津川、長野方向   |

## 使用情況
根據「岐阜縣統計書」及「中津川市統計書」，此站1日平均上車人次如下表。
| 年度   | 1日平均 上車人次 |
| ------ | ---------------- |
| 2000年 | 1,270            |
| 2001年 | 1,248            |
| 2002年 | 1,249            |
| 2003年 | 1,247            |
| 2004年 | 1,255            |
| 2005年 | 1,253            |
| 2006年 | 1,265            |
| 2007年 | 1,278            |
| 2008年 | 1,277            |
| 2009年 | 1,265            |
| 2010年 | 1,270            |
| 2011年 | 1,304            |
| 2012年 | 1,366            |
| 2013年 | 1,390            |
| 2014年 | 1,350            |
| 2015年 | 1,358            |
| 2016年 | 1,337            |
| 2017年 | 1,316            |
| 2018年 | 1,337            |

## 车站周边
- 坂本郵政局
- 中津川市立坂本小学
- 中津川市立坂本中学
- 岐阜縣立中津川工業高等學校
- 職業能力開發校木匠塾
- 中山道
- 中央自動車道 中津川IC
- 国道19号
- 中津川公園
  - 中津川公園棒球場

## 相鄰車站
東海旅客鐵道（JR東海）
 中央本線
■快速、■普通
中津川（CF19）－美乃坂本（CF18）－惠那（CF17）